# Rádio Melodia
Rádio Melodia é uma emissora de rádio brasileira sediada na cidade do Rio de Janeiro, RJ, pertencente ao Grupo Melodia de Rádio, e transmite programação voltada ao público evangélico. Opera na frequência FM 97.5 MHz, concessionada em Petrópolis. Atualmente a Melodia é a emissora de rádio mais ouvida do Brasil, no segmento Gospel, e a terceira mais ouvida do estado do Rio de Janeiro.

## História
Foi criada em 14 de abril de 1980 como uma rádio musical eclética na cidade de Petrópolis, tendo sido fundada por José Messias, com locução inicial de Roberto Carlos, e em 1º de julho de 1987 foi adquirida por Francisco Silva.
Francisco fez uma operação de engenharia política e técnica com a rádio: transferiu seus estúdios para a Vila da Penha, na capital fluminense, mas manteve a torre em Petrópolis e aumentou muito a potência de transmissão. A rádio passou a ter o slogan A torre mais alta do Rio. À época, Francisco Silva tinha adquirido outra rádio: a Copacabana AM.
A nova Melodia FM tornou-se uma rádio de música evangélica, restrita ao próprio público protestante. Os anos fizeram a Melodia ser mais e mais ouvida, a ponto de se tornar a primeira rádio evangélica do Rio a se tornar líder de audiência entre as FMs. Hoje, a rádio voltou a ser a primeira colocada dentre todas as rádios de sucessos populares do Brasil, segundo o IBOPE.
Durante muito tempo, a rádio encabeçou uma rede nacional, a Rede Melodia, anos mais tarde passando a atuar apenas de forma local, no Estado do Rio de Janeiro. Sua sede está atualmente no bairro carioca da Barra da Tijuca. A rádio funcionou inicialmente na frequência FM 97.3 MHz até que, por mudança estratégica, em 23 de janeiro de 2010, mudou para a frequência FM 97.5 MHz seguindo o novo Plano Básico de distribuição de canais da Anatel.
No dia 14 de setembro de 2023, a emissora anunciou sua expansão para o mercado nacional por meio de um novo modelo de rede de afiliados, conforme comunicado oficial da emissora.
Em 29 de janeiro de 2024, a Melodia anunciou a expansão de suas operações para São Paulo, adicionando suas primeiras afiliadas no estado. Em parceria com o Grupo da Rádio Atual, a Melodia FM estabeleceu presença nas cidades de Mococa e Registro, no interior paulista. As afiliadas irão apresentar programas locais, com ênfase na prestação de serviços e jornalismo regional, complementando a programação principal da Melodia. No dia 4 de março, a Melodia estreou sua programação em Mococa, região nordeste do Estado de São Paulo, na sintonia 95.5 FM. Em Registro, localizado no Vale do Ribeira, a afiliada iniciou suas transmissões na frequência 97.9 FM. Em 4 de julho, a Melodia anunciou sua primeira afiliada no Paraná, a Rádio Melodia FM 100.5 de Maringá, com estreia prevista para 29 de julho. Além da programação gospel, a estação em Maringá contará com programas locais de prestação de serviço e jornalismo. Em 29 de julho, a Rádio Melodia FM 100.5 de Maringá tornou-se afiliada da Rádio Melodia. Embora compartilhem o nome, a Melodia FM de Maringá é independente. Esta afiliação marca a primeira expansão da Rádio Melodia para o Sul do Brasil.